# Гошняк, Иван
Иван Гошняк (серб. Иван Гошњак / Ivan Gošnjak; 10 июня 1909, Огулин — 8 февраля 1980, Белград) — югославский военный и политический деятель, участник Гражданской войны в Испании и Второй мировой войны. Генерал армии Югославской народной армии, Герой Социалистического Труда Югославии, Народный герой Югославии. В период с 14 января 1953 по 16 мая 1967 год занимал должность Союзного секретаря по народной обороне СФРЮ (министра обороны).

## Биография
Родился 10 июня 1909 года в Огулине. По национальности хорват. Окончил столярное училище в городе Сисак. В молодости вступил в рабочее движение, в 1933 году был принят в члены Коммунистической партии Югославии. После её запрета в 1935 году эмигрировал в СССР, где прошёл подготовку в Международной ленинской школе (Москва) и Рязанском военном училище. В 1937 году отправился в Испанию добровольно воевать в составе интернациональных бригад против франкистов. Прошёл путь от командира роты до заместителя командира бригады. Дослужился до воинского звания капитана.
В 1939 году был интернирован французскими властями. В лагере занял должность Секретаря Югославской коммунистической парторганизации. Пережил немецкую оккупацию, в 1941 году был освобождён и через год нелегально вернулся на родину. Прибыл в расположение штаба НОАЮ в Горски-Котаре, где был назначен в ноябре 1942 года командиром 1-го (позднее 4-го) хорватского армейского корпуса НОАЮ. Участвовал в многочисленных военных операциях на территории Хорватии против немецких и хорватских оккупантов, пользовался большим авторитетом у партизан. В конце мая 1945 года, после окончания войны, был назначен командиром 2-й армии ЮНА.
С 1945 года занимал высшие посты в Народно-освободительной армии Югославии: командующий 2-й армией, начальник Управления кадров (1946—1949), заместитель министра обороны (1950—1953), военный министр (1953—1967). Одновременно в 1958—1964 годах являлся главой ЦК НОАК. С 1945 года член ЦК КПЮ, с 1948 года — Политбюро ЦК КПЮ (позже — аналогичных органов Союза коммунистов Югославии).
Награждён орденами Народного героя Югославии (указ от 17 ноября 1953), Героя Социалистического Труда, Народного освобождения, Военного флага и многими другими, в том числе советским орденом Суворова 1-й (20 июня 1956) и 2-й (5 сентября 1944) степеней.
Скончался 8 февраля 1980 года в Белграде. Похоронен там же, на Аллее почётных граждан на Новом кладбище.